# Mark Harmon
Thomas Mark Harmon (Burbank, Kalifornija, 2. rujna 1951.), američki je televizijski glumac koji se pojavljuje u raznim ulogama još od 1970-ih. Od 2003. godine glumi bivšeg američkog marinca-snajperista Leroya Jethra Gibbsa koji se pridružuje NCIS-u nakon smrti njegove žene i kćeri. Ta uloga je jedna od njegovih najpoznatijih uloga, koja mu je dala međunarodnu prepoznatljivost.

## Životopis
Thomas Mark Harmon rođen je u Burbanku, u Kaliforniji, 1951. godine, u obitelji Toma i Elyse Knox. Najmlađe je od njihovih troje djece. Otac mu je bio poznati igrač američkoga nogometa, te ratni heroj iz Drugoga svjetskog rata a majka mu je bila glumica i umjetnica. Harmon ima dvije starije sestre Kristin Nelson i Kelly Harmon. Njegov prvi film bio je film Comes a Horseman iz 1978. godine. 

## Obiteljski život
Thomas Mark Harmon 1987. godine vjenčao se s Pam Dawbner, glumicom, s kojom je još uvijek u braku. S njom ima dvoje djece, Seana Thomasa Harmona (rođen 1988. godine, glumio je mladog Gibbsa u TV seriji NCIS, u 6. sezoni a 4. i 15. epizodi; 7. sezoni a 16. epizodi, te u 9. sezoni a 8. i 15. epizodi), i Tyja Harmona (rođenog 1992. godine).
1996. godine Thomas Mark Harmon spasio je dvoje tinejdžera iz gorućeg auta ispred njegove kuće u Brentwoodu.

## Vanjske poveznice

### Sestrinski projekti
|  | Zajednički poslužitelj ima još gradiva o temi Mark Harmon |

### Mrežna sjedišta
- (engl.) Mark Harmon na stranicama IMDb